# 西里伯斯青鱂
西里伯斯青鱂（學名：Oryzias celebensis）是辐鳍鱼纲颌针目异鳉科青鱂屬下的一種淡水魚，該物種原産於印尼蘇拉威西島（原稱西里伯斯島）和東帝汶的河流湖泊中。